# Dipodillus rupicola
Dipodillus rupicola é uma espécie de roedor da família Muridae.
Apenas pode ser encontrada no Mali.
Os seus habitats naturais são: savanas áridas e áreas rochosas.